# Nyék (keresztnév)
A Nyék magyar eredetű férfinév. Az egyik honfoglaló magyar törzs (Nyék) nevéből származik. A törzs neve viszont nyék szóból ered, melynek jelentése kerítés, sövény.

## Gyakorisága
Az 1990-es években szórványos név, a 2000-es években nem szerepel a 100 leggyakoribb férfinév között.

## Névnapok
- május 5.[2]
- május 26.[2]